# Fonteny

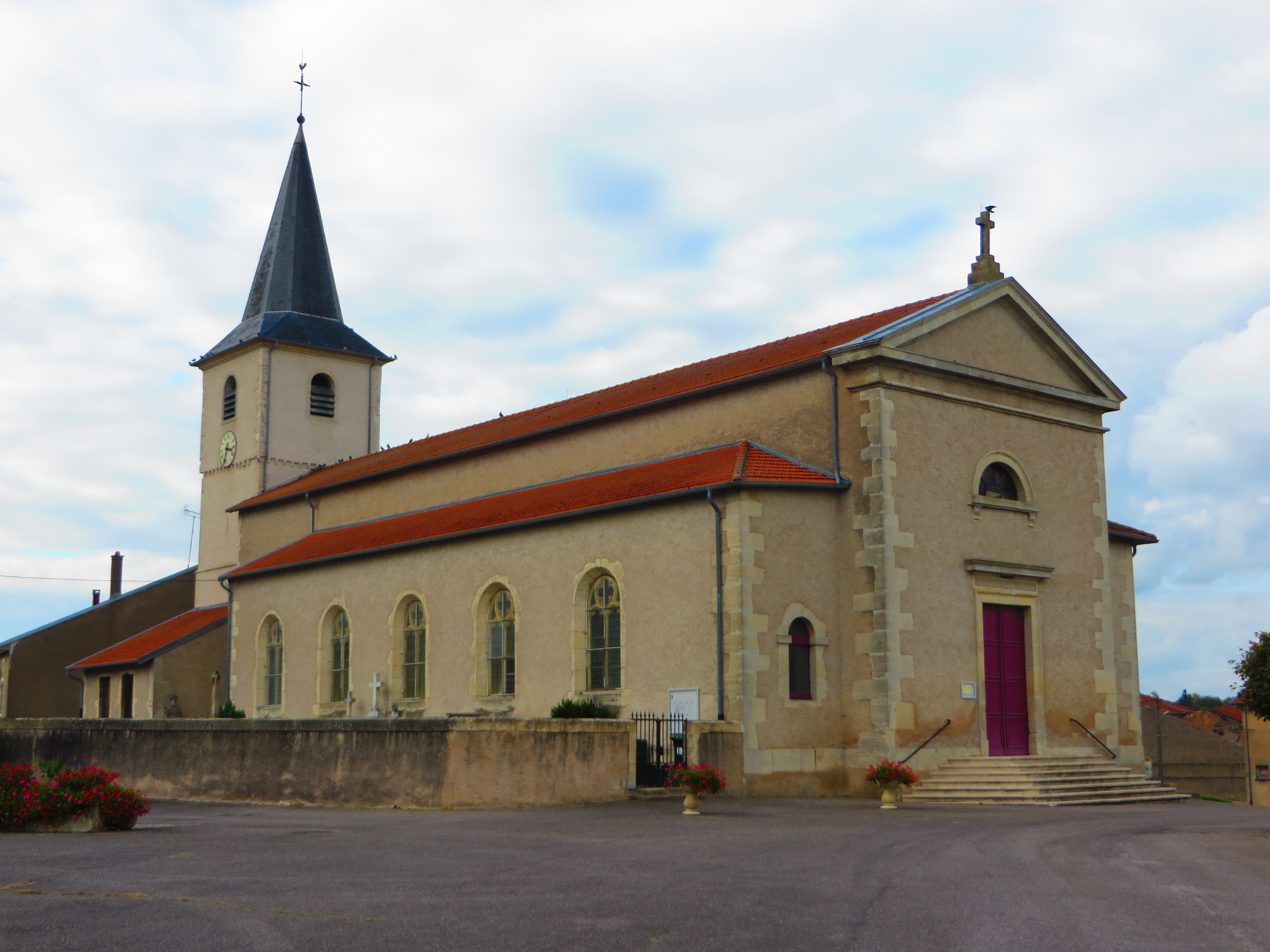
Kirche St. Lambert

Fonteny ist eine französische Gemeinde mit 141 Einwohnern (Stand 1. Januar 2022) im Département Moselle in der Region Grand Est (bis 2015 Lothringen). Sie gehört zum Arrondissement Sarrebourg-Château-Salins.

## Geographie
Die Gemeinde Fonteny liegt in Lothringen im Saulnois, etwa 30 Kilometer südöstlich von  Metz, acht Kilometer nordwestlich von Château-Salins und fünf Kilometer östlich von Delme an einem Seitenbach der Französischen Nied auf einer Höhe zwischen 238 und 350 m über dem Meeresspiegel. Das Gemeindegebiet umfasst 15,62 km².

## Geschichte
Die Ortschaft gehörte früher zur Grafschaft Bar und zur Salmschen Baronie Viviers. Das Dorf wurde 1661 zusammen mit Bar von Frankreich annektiert.
Durch den Frankfurter Frieden vom 10. Mai 1871 kam die Region an das deutsche Reichsland Elsaß-Lothringen, und das Dorf wurde dem Kreis Château-Salins im Bezirk Lothringen zugeordnet. Die Dorfbewohner betrieben Getreide- und Hopfenbau.
Nach dem Ersten Weltkrieg musste die Region aufgrund der Bestimmungen des Versailler Vertrags 1919 an Frankreich abgetreten werden. Im Zweiten Weltkrieg war die Region von der deutschen Wehrmacht besetzt.
Das Dorf trug 1915–1919 den eingedeutschten Namen Fonteningen bzw. 1940–1944 Springen.

### Bevölkerungsentwicklung
| Jahr      | 1962 | 1968 | 1975 | 1982 | 1990 | 1999 | 2007 | 2019 |
| Einwohner | 177  | 135  | 130  | 123  | 104  | 118  | 119  | 140  |